# Neolophonotus nero
Neolophonotus nero là một loài ruồi trong họ Asilidae. Neolophonotus nero được Londt miêu tả năm 1988. Loài này phân bố ở vùng nhiệt đới châu Phi.